# لامپ موج

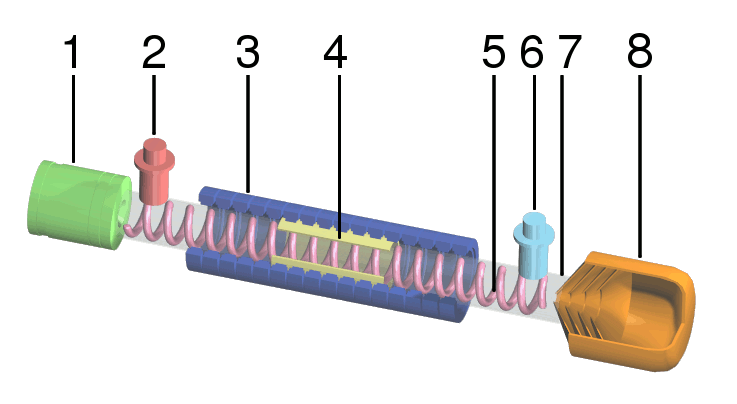
شماتیک یک لامپ موج پیچکی (Helix): (1) تفنگ الکترون؛ (۲) ورودی موج رادیویی؛ (۳) آهنرباها؛ (۴) تضعیف کننده؛ (۵) کویل پیچکی؛ (۶) خروجی موج رادیویی؛ (۷) لوله خلاء؛ (۸) جمع‌کننده

لامپ موج (به انگلیسی: traveling-wave tube) یا تقویت کننده لامپ موجی (به انگلیسی: traveling-wave tube amplifier) نوعی لامپ خلأ مخصوص می باشد که در الکترونیک، برای تقویت سیگنال‌های امواج رادیویی (RF) در محدوده میکروویو استفاده می‌شود. لامپ موج که به‌طور خلاصه TWT نوشته می‌شود (بخوانید «توییت»)، به دسته ای از لوله‌های «پرتوی خطی» مانند کلایسترون تعلق دارد که در آن موج رادیویی هنگام عبور از پایین لوله با جذب نیرو از پرتوی الکترون تقویت (amplify) می‌شود.

## اصول

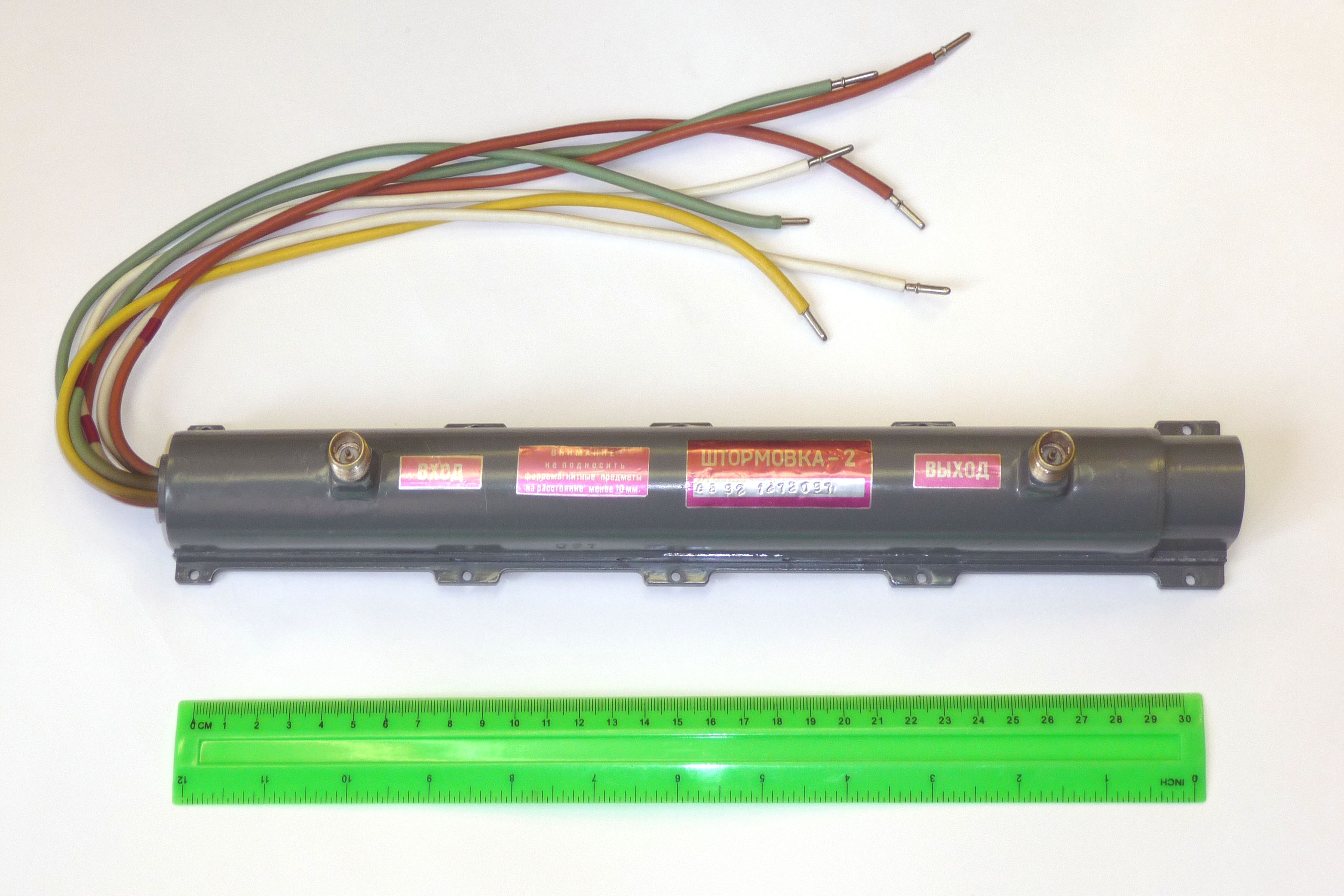
TWT ساخته شده در دهه ۱۹۸۰ توسط روس‌الکترونیک که در ماهواره‌های ارتباطی روسی گوریزونت استفاده می‌شد.

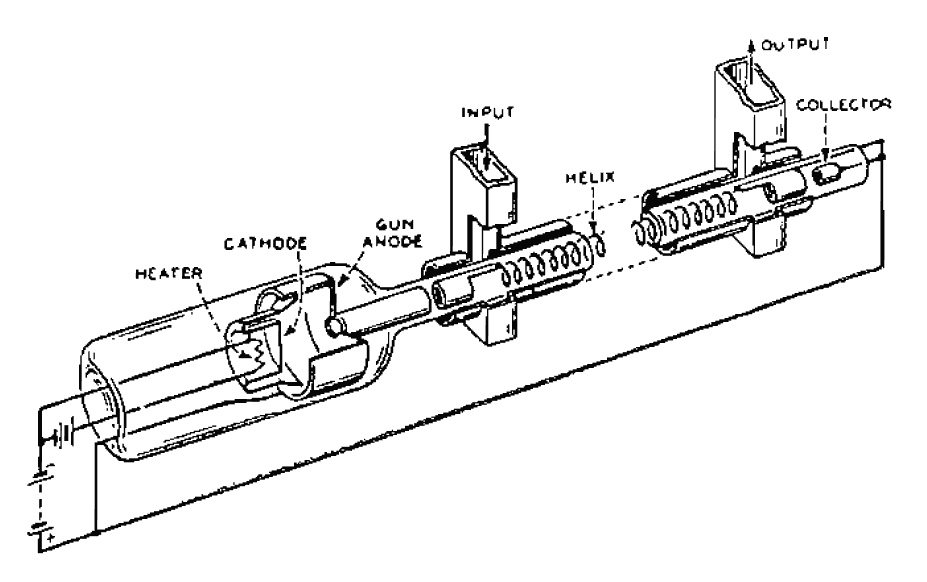
دیاگرام یک لامپ موج پیچکی

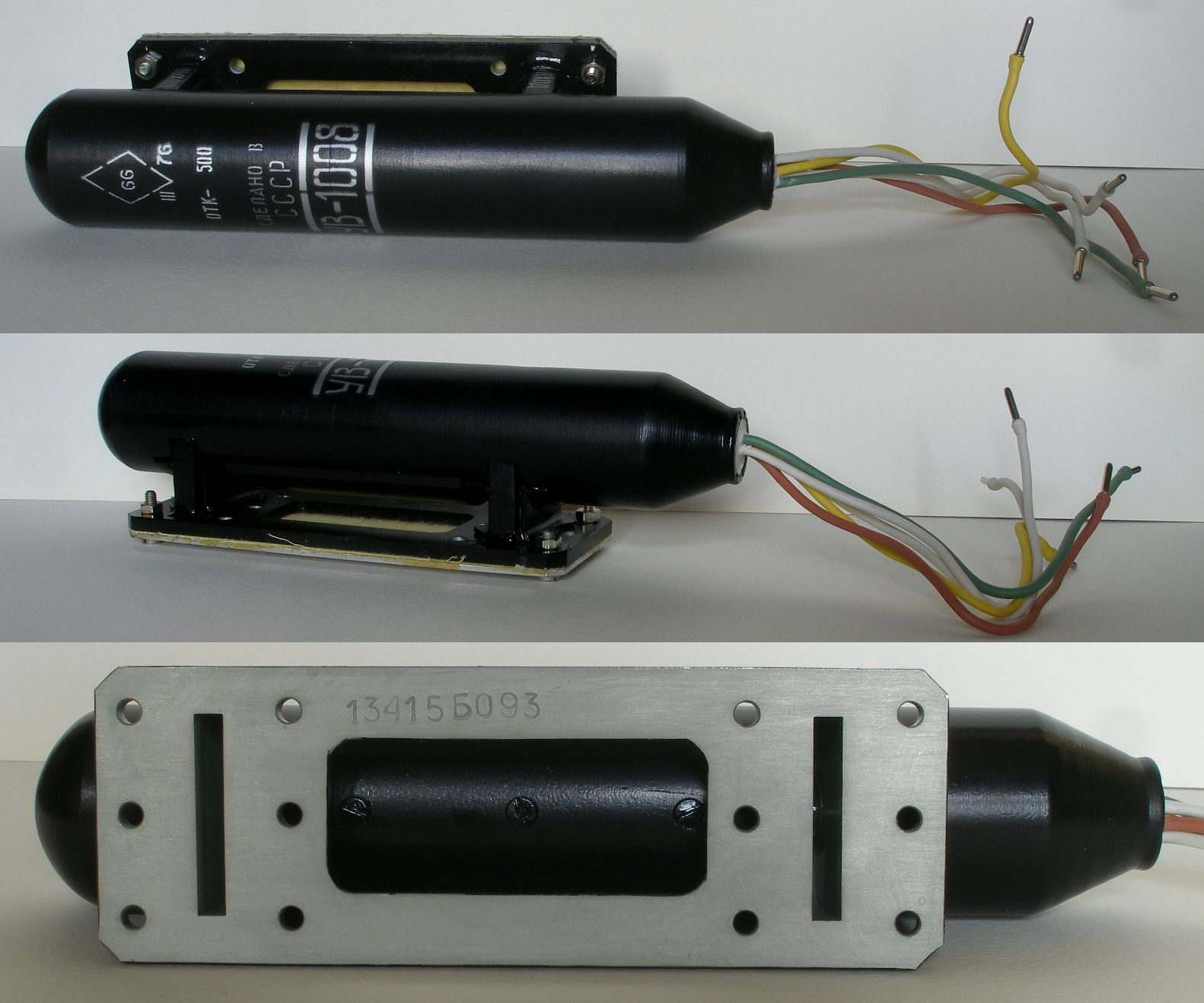
لامپ موج ساخت شوروی در سال ۱۹۷۶ با نام УВ-۱۰۰۸، به همراه ورودی و خروجی هدایتگر موج

اولین منبع عملی واقعی میکروویو لامپ مگنترون بود که در دهه ۱۹۳۰ در انگلیس ساخته شد و سپس از آن در ساخت و توسعه سیستم رادار در خلال جنگ جهانی دوم استفاده شد. در سال‌های اخیر قطعات نیمه هادی به‌طور فزاینده‌ای جایگاه میکروویو را پر نموده و مزایای متعدد هم دارند. اما هنوز هم لامپ‌ها برای تولید توان‌های بسیار بالا (۱۰ کیلووات تا ۱۰ مگاوات) و فرکانسهای بالاتر امواج میلی‌متری (۱۰۰ گیگاهرتز و بالاتر) لازم و ضروری می‌باشند.

انواع بسیار متعددی از شکل لامپ‌ها در کنار مفاهیم مختلفی که بر اساس آن عملکرد لامپ بنا گذاشته شده‌است وجود دارند. اما تمامی لامپ‌ها جنبه‌های مشترک متعددی دارند. اول آنکه در تمامی لامپ‌ها برهم کنش یک اشعه با یک میدان مغناطیسی در داخل روکش خلأ شیشه‌ای یا فلزی را داریم؛ بنابراین باید به طریقی انرژی RF در خارج این روکش به آن تزویج کنیم این کار را معمولاً با پنجره‌های سطحی یا حلقه‌ها و پروب‌های تزویجی هم محور انجام می‌دهیم. انعکاسی یک لامپ
کلایسترون تک حفره‌است که به عنوان یک تشدیدکننده با استفاده از یک الکترود انعکاس دهنده پس از حفره جهت ایجاد بازخورد مثبت از طریق اشعه الکترونی عمل می‌نماید، این کلایسترون را می‌توان به صورت مکانیکی و با تنظیم اندازه حفره به صورت دلخواه تنظیم نمود. عیب بزرگ
کلایسترون‌ها پهنای باند نازک آن‌هاست که نتیجه حفره‌ها با Q بالا مورد نیاز جهت خوشه بندی الکترون می‌باشد.
کلایسترون‌ها برای سطوح نویز AMو FM بسیار پایین است.
پهنای باند کم تقویت‌کننده کلایسترون در لامپ با موج حرکتی (TWT) بر طرف گردیده‌است. یک تقویت‌کننده با اشعه خطی است که از یک تفنگ الکترونی و یک آهنربای متمرکزکننده جهت شتاب بخشیدن به اشعه الکترون‌ها در خلال یک ناحیه برهم کنش استفاده می‌کند. معمولاً ناحیه برهم کنش از یک ساختار هیلیکس با موج آهسته با یک ورودی RF در انتهای تفنگ الکترونی و یک خروجی RF در انتهای کلکتور تشکیل می‌شود. ساختار هیلیکس سرعت انتشار موج RF را کاهش داده بنابر این، این موج با همان سرعتی حرکت می‌کند که موج و اشعه در ناحیه برهم کنش حرکت می‌کنند و اثر تقویت‌کنندگی بدست می‌آید. سپس سیگنال تقویت شده از انتهای هیلیکس تزویج می‌گردد. TWT بالاترین پهنای باند را در میان لامپ‌های تقویت‌کننده دارد که مقدار آن ار ۳۰٪ تا ۱۲۰٪ متغیر است. در نتیجه این لامپ جهت استفاده در سیستم‌های جنگ الکترونیک بسیار مفید است چرا که در این سیستم‌ها نیاز به تئانی بالا در پهنای باندهای وسیع داریم. این لامپ‌ها دارای توان نامی چند صد وات (به‌طور اسمی) است اما می‌توان این مقدار را تا چند کیلووات نیز افزایش داد که این کار توسط ایجاد یک ناحیه برهم کنش با استفاده از مجموعه‌ای از حفره‌های تزویج شده انجام می‌شود البته در عوض پهنای باند کاهش خواهد یافت. راندمان TWT تقریباً پایین است و به‌طور اسمی بین ۲۰٪ و ۴۰٪ می‌باشد.
نوع دیگری از لامپ نوسان ساز اشعه خطی، نوسان ساز با برهم کنش توسعه یافته (EIO) است. EIO خیلی مشابه یک کلایسترون است و از ناحیه برهم کنش شامل تعدادی حفره تزویج شده با یکدیگر با بازخورد مثبت جهت انجام نویان استفاده می‌نماید. این لامپ دارای یک پهنای باند تنظیم شده نازک و یک راندمان متوسط است اما می‌توان توان‌های بالا نزدیک چند صد گیگا هرتز را تأمین نماید. فقط ژیراتون است که می‌تواند توان بیشتری را تحویل نماید. لامپ‌هایی با میدان متقاطع شامل مگنترون، تقویت‌کننده با میدان متقاطع وژیراتون است. همان‌طور که از قبل فهمیدیم مگنترون اولین منبع
میکروویو توان بالا است.
مگنترون از یک کاتد استوانه‌ای تشکیل شده‌است که توسط یک آند استوانه‌ای با چندین حفره تشدیدکننده در طول قطر داخلی آن احاطه گردیده‌است. یک میدان مغناطیسی بایاس به صورت موازی با محور کاتد-آند اعمال می‌گردد. در عمل ابری از الکترون‌ها تشکیل گردیده که حول کاتد در ناحیه برهم کنش می‌چرخد. مشابه با قطعات اشعه خطی، خوشه بندی الکترون رخ داده و انرژی از اشعهٔ الکترونی به موج RF منتقل می‌شود. توان RF می‌تواند خارج از لامپ با یک پروب، حلقه یا پنجره روزنه دار تزویج گردد.
مگنترون‌ها می‌توانند توان‌های خروجی بسیار بالا-در حد چند صد کیلو وات را فراهم نمایند. همچنین مگنترون دارای راندمانی در حدود ۸۰٪ یا بیشتر می‌باشد. اما یک عیب بزرگ آن این است که مگنترون نویز زیادی را تولید می‌کند و نمی‌تواند فرکانس یا ارتباط فاز را تثبیت نماید در حالی که در حالت پالسی عمل می‌نماید. این فاکتورها جهت عملکرد بالای رادارها ی پالسی بسیار مهم هستند که درآن‌ها تکنیک‌های پردازش بر روی مجموعه‌ای از پالس‌های بازگشتی عمل می‌نمایند. (رادارهای مدرن از این نوع امروزه عموماً از منابع نیمه هادی با نویز کم به همراه یک TWT جهت تقویت‌کنندگی توان استفاده می‌نمایند) حال کاربرد مگنترونها عموماً جهت پخت‌وپز با میکروویو می‌باشد.
یکی از نرم‌افزارهای مناسب برای تحلیل لامپ‌های میکروویو، نرم‌افزار CST می‌باشد. محیط استودیوی ذرات در این نرم‌افزار امکاناتی برای شبیه‌سازی بیم الکترونی و تأثیر متقابل آن بر روی ساختارهای میکروویو دارد. امّا با این حال یکی از مشکلات کار با نرم‌افزارهای تمام موج مانند CST نیاز به منابع محاسباتی بزرگ مانند شبکه‌ای از ابررایانه‌ها است. حتی علی‌رغم استفاده از ابررایانه‌ها باز هم‌زمان شبیه‌سازی یک ساختار بسیار طولانی است و به همین دلیل اکثر طراحان به سمت استفاده از کدهای خاص بعدی می‌روند.
تعداد محدودی از کشورها سازنده لامپ‌های میکروویو هستند و صنعت لامپ‌های میکروویو در ایران نیز قبل از انقلاب پایه‌ریزی شده بود امّا علی‌رغم افزایش روزافزون مقالات و اختراعات در زمینه لامپ‌های میکروویو و اهمیت یافتن آن‌ها در سال‌های اخیر، در ایران پیشرفت قابل ملاحظه‌ای در این خصوص دیده نمی‌شود که از دلایل آن می‌تواند ارتباط محدود صنعت و دانشگاه و عدم معرفی این موضوع به جامعهٔ دانشگاهی باشد.